# Beyond Software
Beyond Software o Beyond è stata un'azienda di videogiochi britannica attiva tra il 1983 e il 1987. Era editrice di giochi per computer a 8 bit, prevalentemente Commodore 64 e ZX Spectrum.
Deve la sua fama e seppur breve fortuna economica alla saga di The Lords of Midnight di Mike Singleton, inoltre ebbe successi notevoli con Shadowfire e con le edizioni europee di alcuni titoli delle serie statunitensi Spy vs. Spy e Boulder Dash.
La rivista Videogiochi & Computer la nominò miglior software house dell'anno 1985.

## Storia

### Periodo EMAP
La Beyond nacque come costola dell'editrice di riviste EMAP. L'idea di affiancare un'azienda di software venne a Terry Pratt, che lavorava alla EMAP come caporedattore di Computer and Video Games. Pratt convinse la dirigenza e formò l'azienda insieme ad altre persone della EMAP, inizialmente con Marcus Rich, un direttore del marketing. Poi subentrò Bill Delaney, un direttore della pubblicità. Alla Beyond Delaney si concentrò sulle vendite e Pratt sui prodotti.
Pratt scelse tra l'altro il nome Beyond (lett. "oltre") e iniziò a incontrare possibili sviluppatori, tra cui Mike Singleton, col quale aveva già collaborato per un paio d'anni a inventare giochi stravaganti per la rivista.
Simon Goodwin, un altro che scriveva giochi per la rivista Computer and Video Games, fu assunto come software manager, per gestire i programmatori che sarebbero comunque stati esterni alla ditta. Francis Lee, altro dipendente EMAP, fu assunto come responsabile commerciale, oltre a due assistenti. Nel complesso si formò una piccola squadra diretta da Delaney e Pratt.
L'azienda si fece notare per le caratteristiche confezioni, affidate al design dell'agenzia Red Pencil. Elementi molto riconoscibili erano un robot con la testa stile elmo vichingo e il logo con il sole arancione. Dopo le prime uscite vennero introdotte tipiche sovraccoperte di cartone giallo.
Nei primi tempi vennero prodotti titoli poco rilevanti: due giochi d'azione per ZX Spectrum e uno per Commodore 64, nonché due giochi per Dragon 32 (piattaforma poi abbandonata) e uno per Atari 8-bit.
Il primo titolo di notevole importanza per l'azienda fu Psytron, un complesso strategico d'azione per Spectrum programmato dagli ingegneri Paul Voysey e Tayo Olowu, poi convertito anche per C64.
Nel frattempo Mike Singleton sviluppò The Lords of Midnight per Spectrum, un wargame fantasy tecnicamente sorprendente e avvincente. Fu subito un grosso successo, premiato dalla critica, e alzò ancora il profilo della Beyond.
Pratt decise presto anche di importare giochi già usciti negli Stati Uniti, e ottenne la licenza per pubblicare in Europa alcuni giochi per Commodore 64. La Beyond pubblicò diversi giochi della Datamost, ma il titolo americano più notevole fu Spy vs. Spy della First Star Software, una sfida a schermo diviso tra due spie, tratto da un fumetto. Beyond lo pubblicò con successo nel 1984 e fece sviluppare ad Anthony Taglione e Malcolm Hellon la conversione per Spectrum, uscita l'anno seguente.
Taglione e Hellon realizzarono anche la conversione, nel verso opposto, di Lords of Midnight per C64. Nel frattempo Singleton sviluppò l'atteso seguito, Doomdark's Revenge, non molto innovativo rispetto al predecessore, ma altrettanto di successo.
Nel 1984 venne assunto Peter Moreland alla produzione e poi al project management, mentre Pratt lasciò la Beyond perché gli venne offerto un ruolo molto più importante a capo di una divisione riviste della EMAP, così Delaney prese in mano la direzione.
Delaney si accordò con lo studio di sviluppo Denton Designs, recentemente fondato da ex membri della Imagine Software, affinché realizzasse almeno due giochi per la Beyond. Il primo fu Shadowfire, un gioco di azione/strategia fantascientifico a icone, uscito a metà 1985 in doppia versione C64 e Spectrum sui due lati della cassetta, un metodo di pubblicazione che la Beyond utilizzò altre due volte. Shadowfire fu un altro successo e la Denton sviluppò subito il suo seguito Enigma Force, uscito nel primo 1986, ma con meno successo del predecessore. La Denton sviluppò poi altri tre giochi per la Beyond, di minore rilievo, l'ultimo dei quali fu Dante's Inferno, tratto dall'Inferno dantesco.
Un altro titolo notevole fu Sorderon's Shadow per Spectrum, sviluppato da due liceali e proposto di loro iniziativa alla Beyond. L'aspetto grafico era simile a quello di Lords of Midnight e prima della pubblicazione fu fatto ritoccare e migliorare dalla Denton.
Nel 1985 Delaney decise di lanciare un'etichetta secondaria, Monolith. L'idea era di continuare a pubblicare i giochi di avventura e strategia con marchio Beyond, mentre quelli più d'azione sarebbero usciti come Monolith. Per questo marchio si idearono confezioni lunghe e strette, tutte nere e minimali, oltretutto di un cartone fragile. Uscirono tre giochi Monolith, poi l'idea, mal riuscita, fu abbandonata.
Nel tardo 1985 la Beyond continuava la collaborazione con la First Star pubblicando Spy vs. Spy II, che fu seguito poi da Rockford's Riot, Romper Room (caso piuttosto strano di videogioco educativo nel catalogo Beyond) e Superman: The Game (con l'importante licenza del personaggio di Superman). Su quest'ultimo la First Star aveva grandi convinzioni e, secondo Pratt, la Beyond ne acquistò i diritti senza neppure vederlo.
Sempre nel 1985 Beyond divenne la prima software house britannica a concedere in licenza i propri videogiochi per il mercato statunitense, quando Lords of Midnight, Shadowfire e Quake Minus One per C64 furono pubblicati negli USA dalla Mindscape, mantenendo ugualmente visibile anche il marchio Beyond.

### Periodo Telecomsoft
Nel frattempo la EMAP, nella persona di Gerry Murray, decise di disfarsi della Beyond dopo soli due anni, secondo Pratt perché distraeva troppo dall'attività principale di editoria cartacea. Fu proposta l'acquisizione dell'azienda alla British Telecom, che aveva la propria divisione videogiochi, Telecomsoft. All'epoca la Beyond aveva buona reputazione e prospettive, e rappresentava un buon affare per la BT, che accettò e comprò l'azienda nel tardo 1985. La cifra pagata, secondo un ex Telecomsoft, fu poco meno di 1 000 000 di sterline. Parte della direzione della BT ritenne che si era pagato anche troppo. Secondo Goodwin, il personale della Beyond non era contento dell'acquisizione e si temeva di perdere la propria indentità aziendale nel colosso BT.
Nel tardo 1985 venne creato lo studio Nexus, con in forza gli sviluppatori Voysey e Olowu, autori in precedenza di Psytron e del suo seguito Psi Warrior. Nexus sarebbe dovuta essere un'altra etichetta della Beyond, con l'omonimo Nexus come titolo di esordio. Tuttavia finì per diventare un'azienda editrice a sé stante, Nexus Productions Ltd.
Nel 1986, dopo il passaggio a BT, Bill Delaney e Clive Bailey (direttore del marketing) furono i primi ad abbandonare la Beyond, e passarono alla Nexus. Quest'ultima pubblicò Nexus e diversi altri titoli, ma chiuse per debiti a fine 1987, nonostante una collaborazione con la Electronic Arts.
Intanto il gioco Superman, sul quale c'erano grandi aspettative anche da parte della BT, si rivelò invece un disastro. L'originale per C64 uscì con etichetta Beyond, ma fu massacrato dalla critica. Francis Lee passò alla guida della Beyond, chiaramente in difficoltà, e tentò di riportarla ai vecchi fasti con un progetto ambizioso, Star Trek: The Rebel Universe. Vennero coinvolti diversi sviluppatori, presi tra i migliori che avevano già lavorato con la Beyond, con a capo Mike Singleton. Lo stand della Beyond al Personal Computer World Show 1986 fu tutto a tema Star Trek. Tuttavia il gioco uscì con grande ritardo, senza neppure il marchio Beyond, e non fu il capolavoro che si sperava.
Un'altra idea di Francis Lee, in occasione dell'uscita delle conversioni di Doomdark's Revenge per C64 e Amstrad CPC (1986), fu di convertire la novella cartacea inclusa con l'originale per Spectrum in un radiodramma. Marc Peirson, divenuto nel frattempo direttore del marketing della Beyond, prestò la voce del narratore. Oltre a essere su cassetta allegata al gioco, il radiodramma era ascoltabile al telefono chiamando appositi numeri della BT.
Nonostante gli sforzi fatti, secondo Lee i metodi della squadra non erano più in linea con quanto BT si aspettava. Tutto il personale Beyond tranne Peter Moreland lasciò la BT entro il 1986.
Finito di pubblicare i giochi della Beyond che erano già in sviluppo, tranne Star Trek e Dark Sceptre di Singleton che uscirono con l'etichetta Firebird della Telecomsoft, la BT abbandonò definitivamente l'etichetta Beyond nel 1987.
Il terzo titolo della saga di Lords of Midnight, previsto con il titolo Eye of the Moon, non fu mai completato.

## Videogiochi
Elenco, probabilmente completo, dei videogiochi pubblicati dalla Beyond. Sono originali, tranne dove specificato tra parentesi un altro editore; l'anno è quello dell'edizione Beyond.
- Ankh (Datamost, 1984) per Commodore 64
- Aztec (Datamost, 1984) per Commodore 64
- The Best of Beyond (1986, raccolta) per Commodore 64, ZX Spectrum
- Bounces (1986) per Commodore 64, ZX Spectrum; uscito con marchio Monolith
- Dante's Inferno (1986) per Commodore 64
- Doomdark's Revenge (1984) per Amstrad CPC, Commodore 64, ZX Spectrum
- Enigma Force (1985) per Commodore 64, ZX Spectrum
- Goodness Gracious (1983) per Commodore 64
- Infodroid (1986) per Amstrad CPC, Commodore 64
- Kriegspiel (TRS-80 Software Exchange, 1984) per Dragon 32
- The Lords of Midnight (1984) per Commodore 64, ZX Spectrum
- Mr. Robot and his Robot Factory (Datamost, 1984) per Commodore 64
- MyChess II (Datamost, 1984) per Commodore 64
- Psi Warrior (1984) per Commodore 64
- Psytron (1984) per Commodore 64, ZX Spectrum
- Quake Minus One (1985) per Commodore 64; uscito con marchio Monolith
- Rockford's Riot + Boulder Dash (First Star Software, 1985) per Commodore 64, ZX Spectrum; uscito con marchio Monolith
- Romper Room's I Love My Alphabet (First Star Software, 1985) per Commodore 64, ZX Spectrum
- Shadowfire (1985) per Amstrad CPC, Commodore 64, ZX Spectrum
- Shadowfire Tuner (1985, espansione) per Commodore 64, ZX Spectrum
- Sorderon's Shadow (1985) per ZX Spectrum
- Space Station Zebra (1983) per ZX Spectrum
- Spellbound (1984) per ZX Spectrum
- Spy vs. Spy (First Star Software, 1985) per Amstrad CPC, Atari 8-bit, Commodore 64, ZX Spectrum
- Spy vs. Spy: The Island Caper (First Star Software, 1985) per Commodore 64
- S.S. Achilles (1983) per Atari 8-bit
- Superman: The Game (1986) per Commodore 64
- Up Periscope! (SoftSide, 1984) per Dragon 32

Inoltre Dark Sceptre (1987) per ZX Spectrum e Star Trek: The Rebel Universe (1987) per Atari ST sono accreditati alla Beyond, ma furono pubblicati dalla Firebird. Mountain King (CBS, 1983) per Commodore 64 e VIC-20 è di un'omonima Beyond Software statunitense, apparentemente non correlata.